# Ram Phrommobon Bunyaprasop
Khunying Ram Phrommobon Bunyaprasop foi uma advogada e barrister tailandesa. Foi a primeira mulher a estudar Direito na Tailândia, bem como a primeira advogada do país, admitida para a ordem dos advogados tailandesa em 1930. Também presidiu a Associação de Mulheres Advogadas da Tailândia.
Seu pai era um coronel de polícia que chefiou o Departamento de Polícia durante os reinados de Rama VI e Rama VII, o que ajudou-a a ter a oportunidade de estudar Direito.